# Kinston (Caroline du Nord)
Pour les articles homonymes, voir Kinston.
La ville de Kinston est le siège du comté de Lenoir, situé en Caroline du Nord, aux États-Unis. Sa population est de 21 677 habitants d'après le recensement de 2010.

## Personnalités liées à la ville
- Le saxophoniste de jazz Maceo Parker est né à Kinston.
- Le basketteur Mitchell Wiggins est né à Kinston.
- Le basketteur Brandon Ingram est né à Kinston.
- Le basketteur Jerry Stackhouse est né à Kinston.
- Le corniste et tubiste de jazz Bob Northern est né à Kinston.

## Démographie
| 1850 | 1860  | 1870  | 1880  | 1890  | 1900  |
| ---- | ----- | ----- | ----- | ----- | ----- |
| 455  | 1 333 | 1 103 | 1 216 | 1 726 | 4 106 |

| 1910  | 1920  | 1930   | 1940   | 1950   | 1960   |
| ----- | ----- | ------ | ------ | ------ | ------ |
| 6 995 | 9 771 | 11 362 | 15 388 | 18 336 | 24 819 |

| 1970   | 1980   | 1990   | 2000   | 2010   | - |
| ------ | ------ | ------ | ------ | ------ | - |
| 23 020 | 25 234 | 25 295 | 23 688 | 21 677 | - |

## Source
- (en) Cet article est partiellement ou en totalité issu de l’article de Wikipédia en anglais intitulé « Kinston, North Carolina » (voir la liste des auteurs).